# Pic du Midi d'Ossau
Il Pic du Midi d'Ossau (in guascone lo pic de Mieidia d'Aussau), soprannominato Jean-Pierre, è una cima dei Pirenei francesi la cui forma caratteristica ricorda quella di un dente. Alla sommità è alto 2.884 m s.l.m.

## Caratteristiche

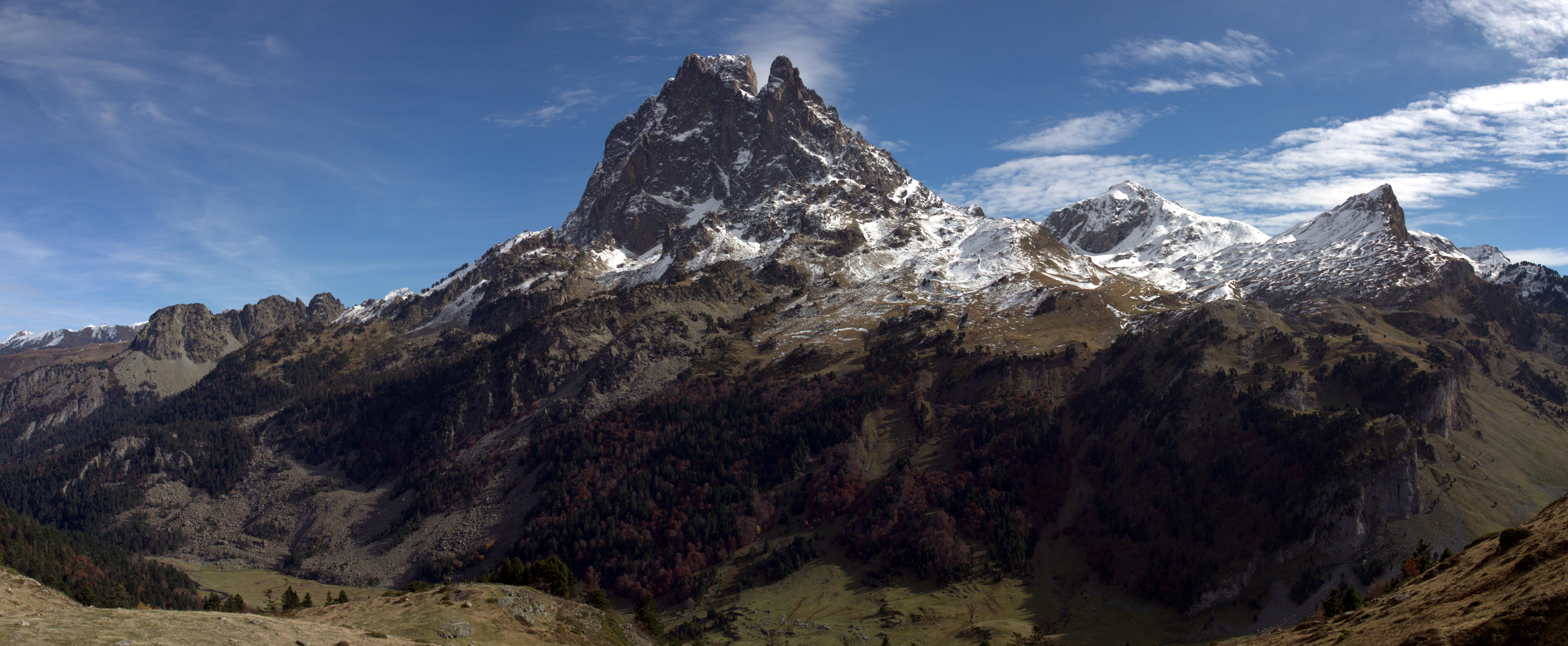

La sua forma ed il suo elevarsi isolato lo rendono visibile e riconoscibile dalle pianure dell'Aquitania.
Esso costituisce l'emblema di organizzazioni e associazioni varie, quali, a titolo di esempio, la valle d'Ossau, la città di Pau, la Section paloise, ecc.
Non va confuso con un'altra cima importante dei Pirenei: il Pic du Midi de Bigorre (2.877 m s.l.m.).

## Toponimia
Esistono due ipotesi riconosciute sul suo etimo, una fa riferimento all'orso (Oso in spagnolo) e l'altra, più attendibile, al corso d'acqua (antica assimilazione degl'idronomi e degli oronomi). Il radicale *oss/*ors è un idronimo indoeuropeo molto esteso in Europa, fino alla Siberia. Numerosi Ousse, Osse, Oursau sono presenti nel Béarn, ma anche altrove, fino in Inghilterra, che significano senza dubbio "corso d'acqua". La montagna da cui par provenire la gave d'Ossau ha preso naturalmente il nome della valle.

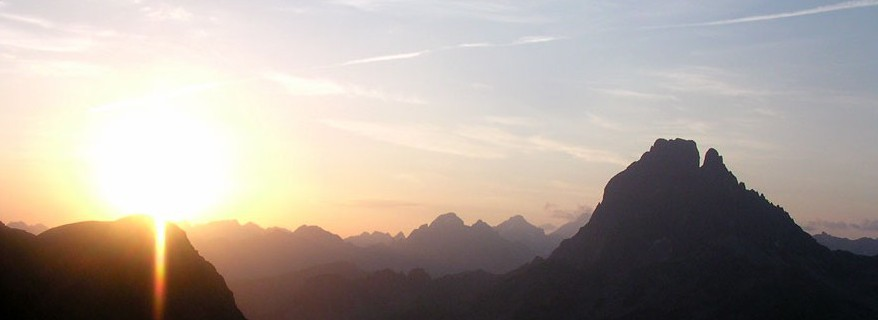
Levar del sole dietro il Jean-Pierre

Gli abitanti di Ossau erano soprannominati los Ossalés, che significava per paronimia con Aussalés (gli ammaestratori di orsi). Una carta del 1127 menzionava Ursao: Ossau.
Sono stati dati altri significati al nome dell'Ossau; il luccio ad esempio è noto con il nome di uhartz, che significa "orso di fiume" in basco. Sempre in basco, (h)ortz vuol dire "tuono" e "dente" (in Bassa Navarra) e (h)artz è tradotto con "orso".. La cima dà anche il suo nome a un formaggio francese, l'Ossau-Iraty.

## Geografia

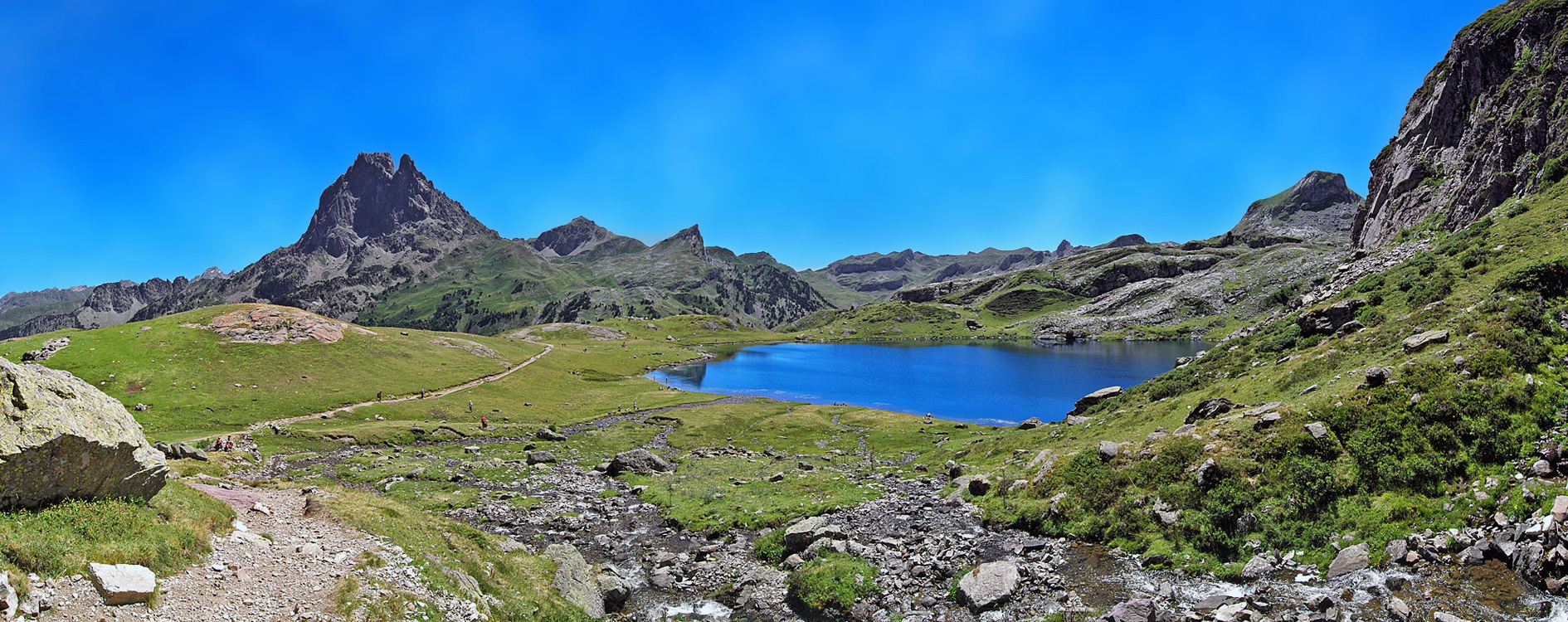
Pic du Midi d'Ossau e lago d'Ayous

### Topografia
Esso domina la valle d'Ossau nell'Alto Béarn presso il passo del Portalet.

### Geologia

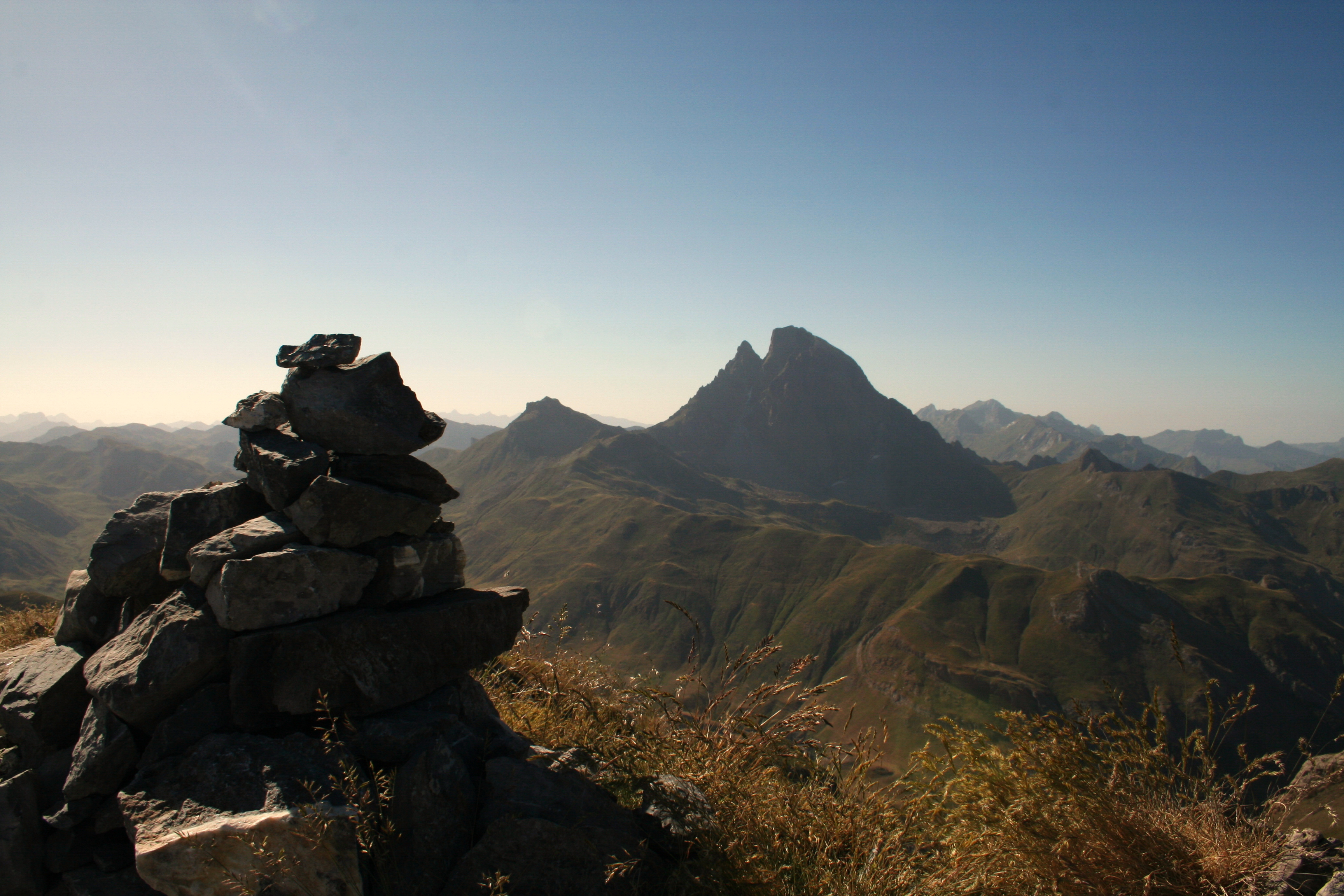
Il picco con ometto in primo piano, e la struttura geologica dell'antico vulcano in secondo piano

La cima è costituita dai resti di un'antica caldera vulcanica dell'epoca erciniana, sollevatasi a seguito della formazione dei Pirenei..

## Mitologia
Secondo antiche leggende, il picco d'Ossau rappresentava nella mitologia la testa mozza di Jean de l'Ours. Claude Dendaletche spiega nel suo libro Animaux sauvages des Pyrénées, che nel luglio del 1344, Kamar Al Din, inviato del sultano di Granada, passati i Pirenei, entrò nel territorio di Al Berniya (il Béarn) e vi scoprì la leggenda di Jean de l'Ours. Questo rapporto arabo precisa che a Jean de l'Ours sarebbe stata tagliata la testa e gettata, la gola aperta verso il cielo. La testa sarebbe divenuta pietra e montagna, sbarrando la via. Al Din diede a questo picco il nome di Al Shaqûqa (la montagna spaccata).

## Storia

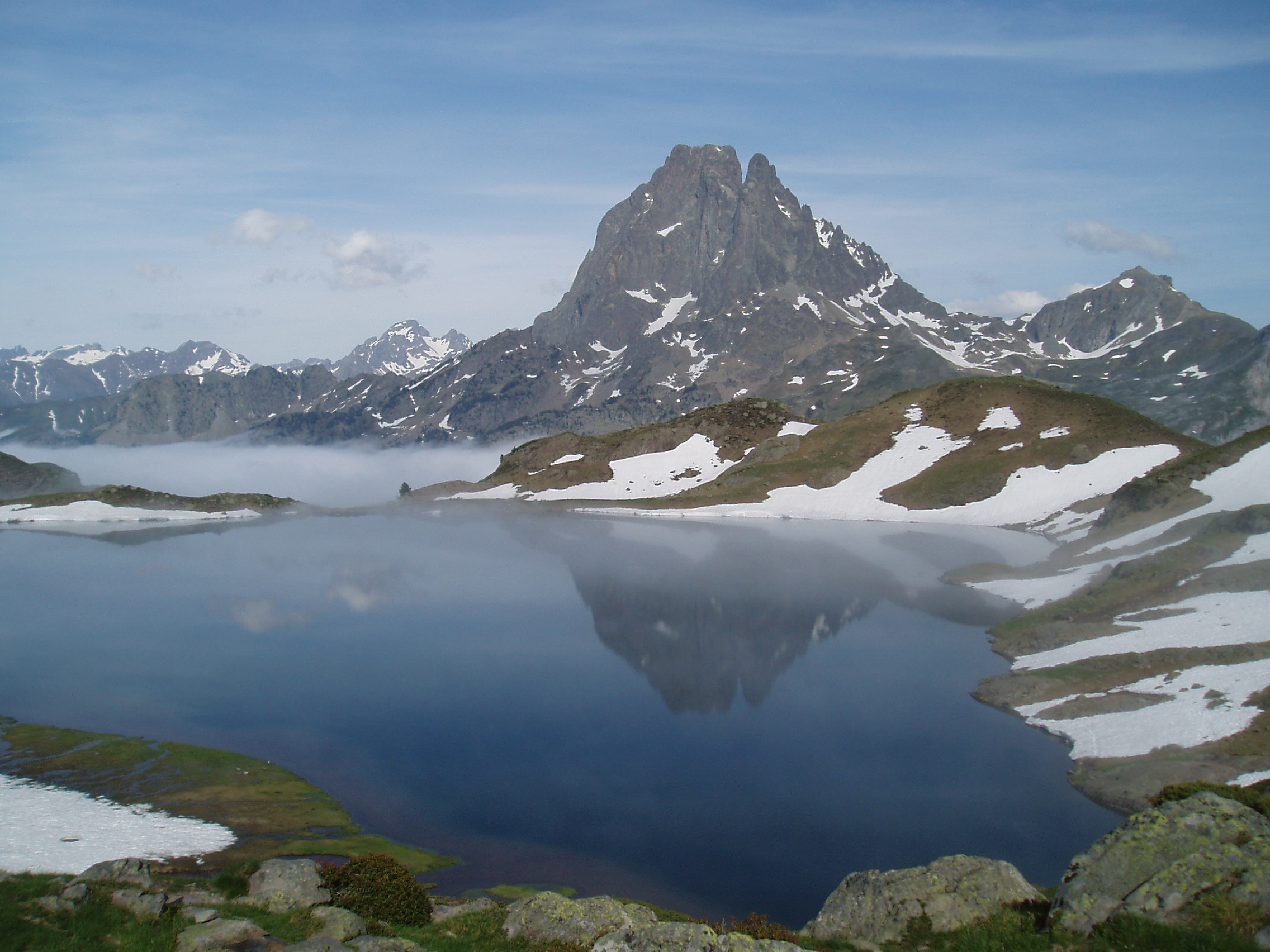
Pic du Midi d'Ossau dal lago Gentau.

Nel maggio 1552 il futuro vescovo di Aire Foix-Candale, organizzò una spedizione per tentare di giungere alla cima del Pic du Midi d'Ossau. I dettagli di questo tentativo sono riferiti da Jacques-Auguste de Thou nella sua Histoire universelle.
Fu senza dubbio un pastore della valle d'Aspe che realizzò la prima ascensione al picco, probabilmente su richiesta dei geografi Reboul e Vidal, per costruirvi una torre di triangolazione: il 20 agosto 1787, Junker nota che egli può prendere la mira sul «segnale del Pic du Midy»
La prima ascensione sarebbe stata ugualmente realizzata da M.de Candale nel 1555
La prima ascensione effettivamente avvenuta, essendovi un rapporto scritto in merito, è quella effettuata da un turista, Guillaume Delfau, il 2 ottobre 1797. Egli venne aiutato dalla sua guida, Mathieu, un pastore del luogo che raccontò a M. Delfau l'ascensione effettuata da un altro pastore qualche anno prima.
Venne in seguito il conte Armand d'Angosse, che il 2 agosto 1802, accompagnato da Jacques Clabères di Laruns, da un pastore e da tre giovanotti di età fra i 14 ed i 16 anni, pastori anch'essi, compì la propria ascensione due anni dopo aver letto il rapporto di Guillaume Delfau.
Egli fu seguito il giorno 14 dello stesso mese da Henri d'Augerot, di Nay, figlio di Jean-Joseph d'Augerot, industriale manifatturiero, in conflitto con Armand Mathieu d'Angosse per la ferriera di Béon e la miniera di Baburet, sembra con lo scopo di tentare un'ascensione che riteneva facile per poter denigrare il rivale di suo padre.